# Wolfgang Längsfeld
Wolfgang Längsfeld (* 13. März 1937 in  Kreuzburg, Oberschlesien; † 13. Februar 2012 in Irschenberg, Bayern) war ein deutscher Filmwissenschaftler.

## Leben
Wolfgang Längsfeld wurde am 13. März 1937 in Kreuzburg in Oberschlesien (heute Kluczbork in Polen) geboren. Gemeinsam mit Mutter und Bruder aus Schlesien nach Deutschland geflohen bzw. vertrieben, der Vater damals noch im Krieg, arbeitete später wieder als Lehrer. Er wuchs in Alfeld an der Leine auf. Nach dem Abitur absolvierte er sein Studium zunächst in Göttingen, dann von 1968 bis 1972 an der neu gegründeten Hochschule für Fernsehen und Film (HFF) in München, wo er seit 1978 als Professor die Abteilung III (Film und Fernsehspiel) leitete. Er vertrat einen kollegial geprägten Umgang mit seinen Studenten, die ihn meist "Lä" nannten. In einigen Studentenproduktionen hatte er Gastauftritte. Für Regieseminare gelang es ihm, deutschsprachige Hollywoodveteranen wie Douglas Sirk oder László Benedek zu verpflichten. Zwischen 1992 und 1998 war Längsfeld Vizepräsident der HFF. Nach seiner Pensionierung 2002 folgte ihm Andreas Gruber als Leiter der Abteilung III.
1981 gründete Längsfeld das Internationale Festival der Filmhochschulen München (IFFH), dessen künstlerischer Leiter er bis 2002 blieb. Ebenfalls 1981 veröffentlichte er seinen ersten eigenen Film, die ethnologische Dokumentation "Boot aus Stein". Er war zudem als Feuilletonist für verschiedene Zeitungen tätig.
1990 wurde er Leiter der Drehbuchwerkstatt München, von 1993 bis 2001 war er zudem Vizepräsident des Internationalen Verbandes der Filmhochschulen (CILECT).
Längsfeld war zweimal verheiratet. Seiner ersten Ehe mit Margarethe Längsfeld entstammten zwei Töchter, seine zweite Ehefrau war Susanne Längsfeld.
Beim 32. Internationalen Festival der Filmhochschulen München 2012 wurde erstmals der Wolfgang-Längsfeld-Preis vergeben. Der Preis wird gestiftet von ehemaligen Studenten, Weggefährten und Freunden, die sich im Freundeskreis Wolfgang Längsfeld e.V. zusammengeschlossen haben. Er ist mit 3.000 Euro dotiert und wird von einer eigenen Wolfgang-Längsfeld-Jury an den originellsten Film des Festivals verliehen. So wirkt er bis heute als Förderer des Filmnachwuches, ein Filmenthusiast, der schon zu seiner Zeit als "Professor stets die Notwendigkeit eines offenen, unvoreingenommenen Blicks der Filmschaffenden auf die Welt betont" hat.